# Pycnophyllum holleanum
Pycnophyllum holleanum là loài thực vật có hoa thuộc họ Cẩm chướng. Loài này được Mattf. miêu tả khoa học đầu tiên năm 1922.